# Domek Napoleona
Domek Napoleona – budynek dawnej komory celnej przy alei Jana Pawła II 62 w Białymstoku. 

## Opis
W latach 1815–1918 w odległości 9 km na zachód od tego miejsca biegła granica między Królestwem Kongresowym a Rosją. Po upadku powstania listopadowego w 1831 r. granica administracyjna stała się również granicą celną.
Budynek jest małą klasycystyczną rotundą o kopulastym dachu, z portykiem i zwężającymi się ku górze ścianami. Zbudowano go w połowie XIX w., na krótko przed zniesieniem w 1851 r. granicy celnej. 
Obecnie budynek jest niezagospodarowany i popada w ruinę.

## Legenda
Legenda głosi, że w czasie wyprawy na Moskwę w 1812 r. w domku tym zatrzymał się Napoleon Bonaparte, rozstając się z Marią Walewską. W rzeczywistości Napoleon w Białymstoku nie był, a wyprawa na Moskwę, jak i śmierć cesarza w 1821 r. miały miejsce długo przed wybudowaniem białostockiej komory celnej.

## Galeria

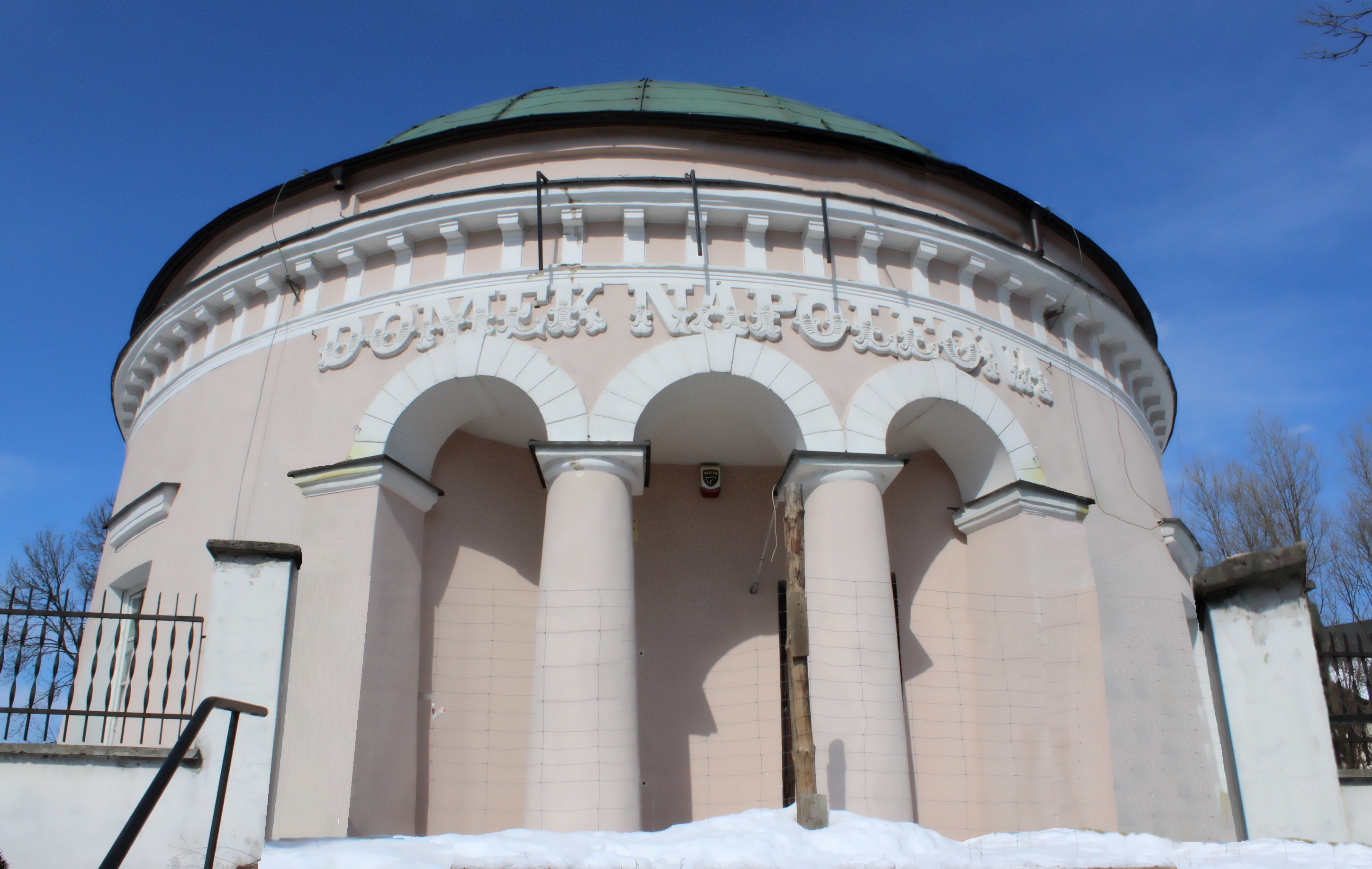
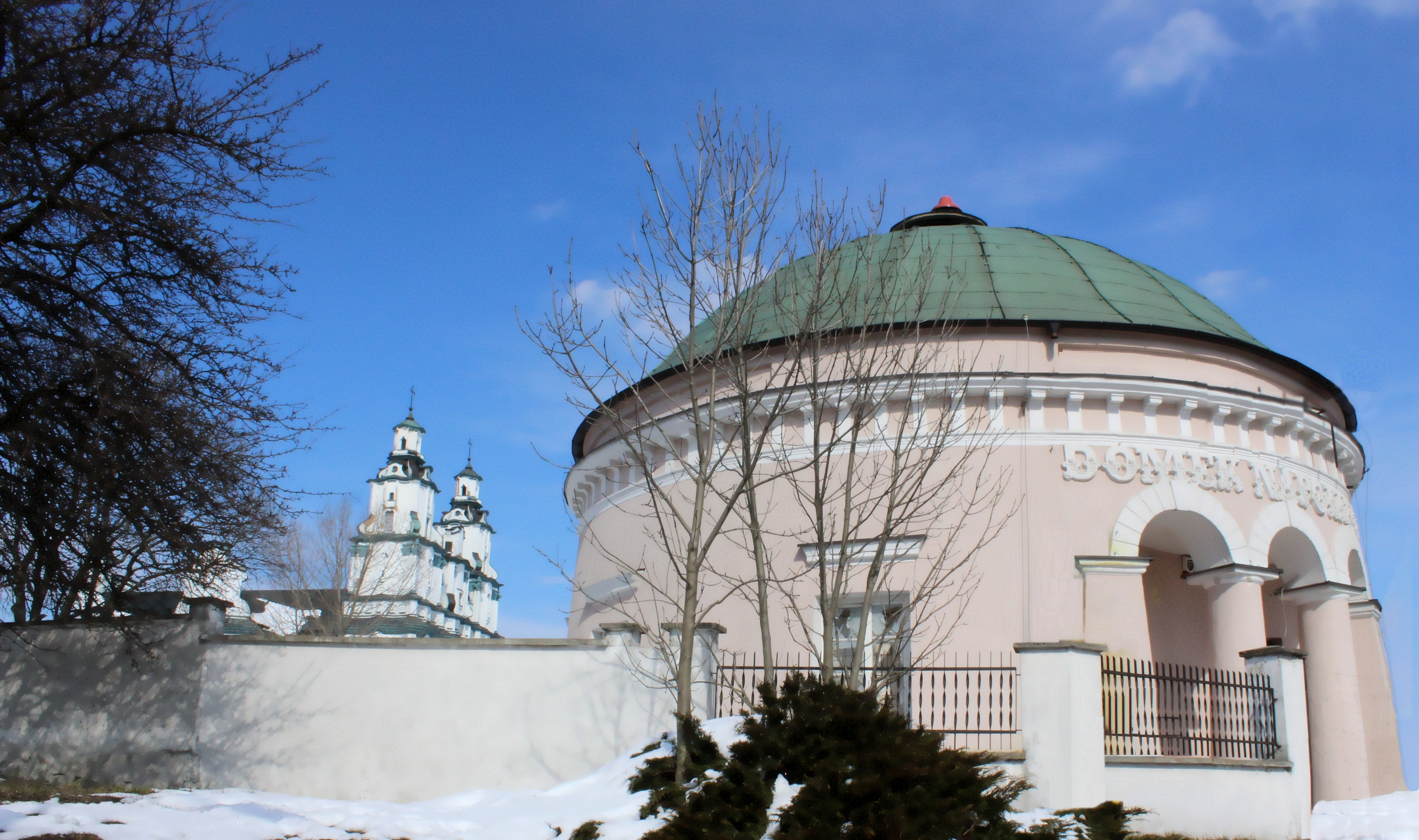
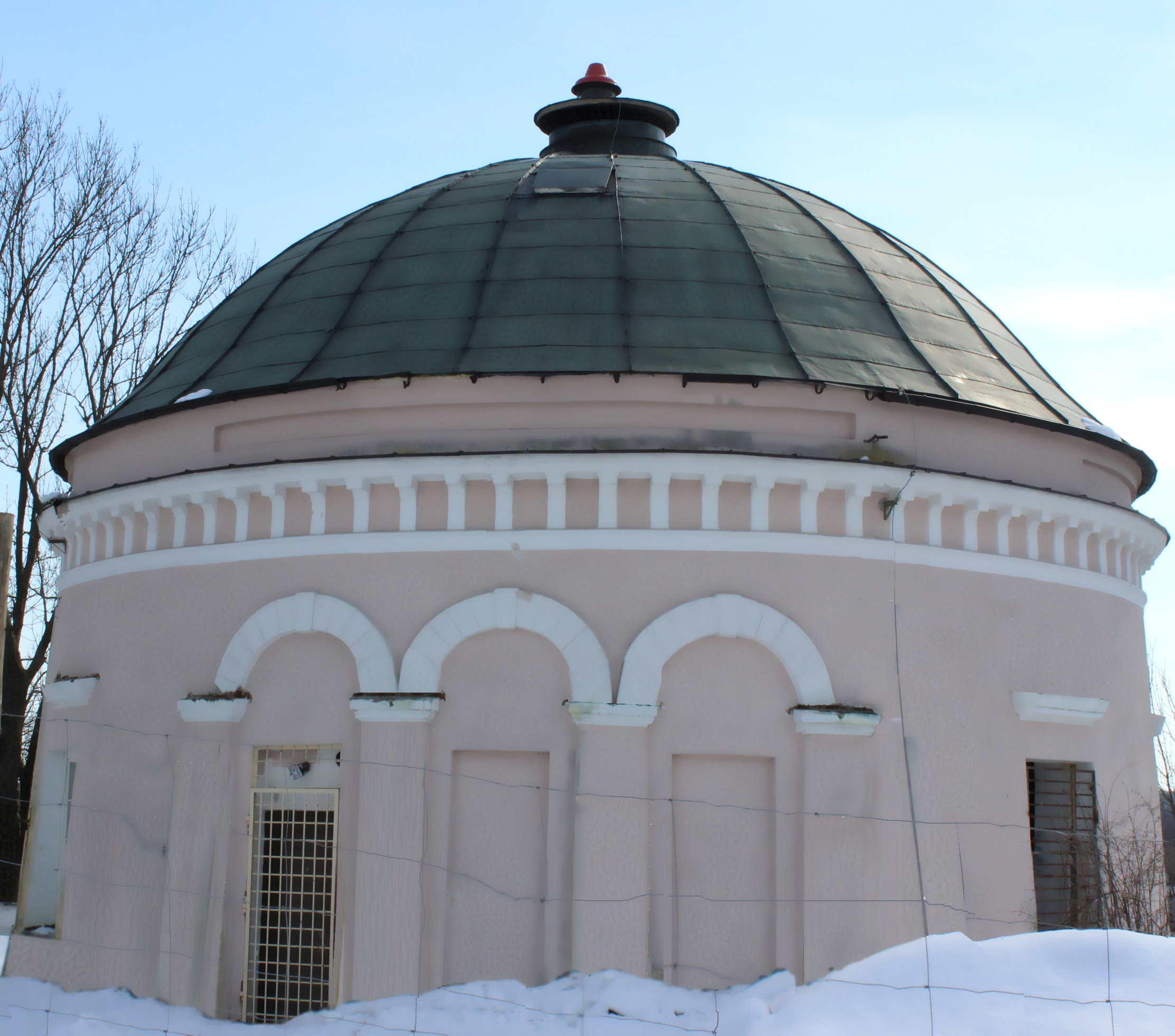
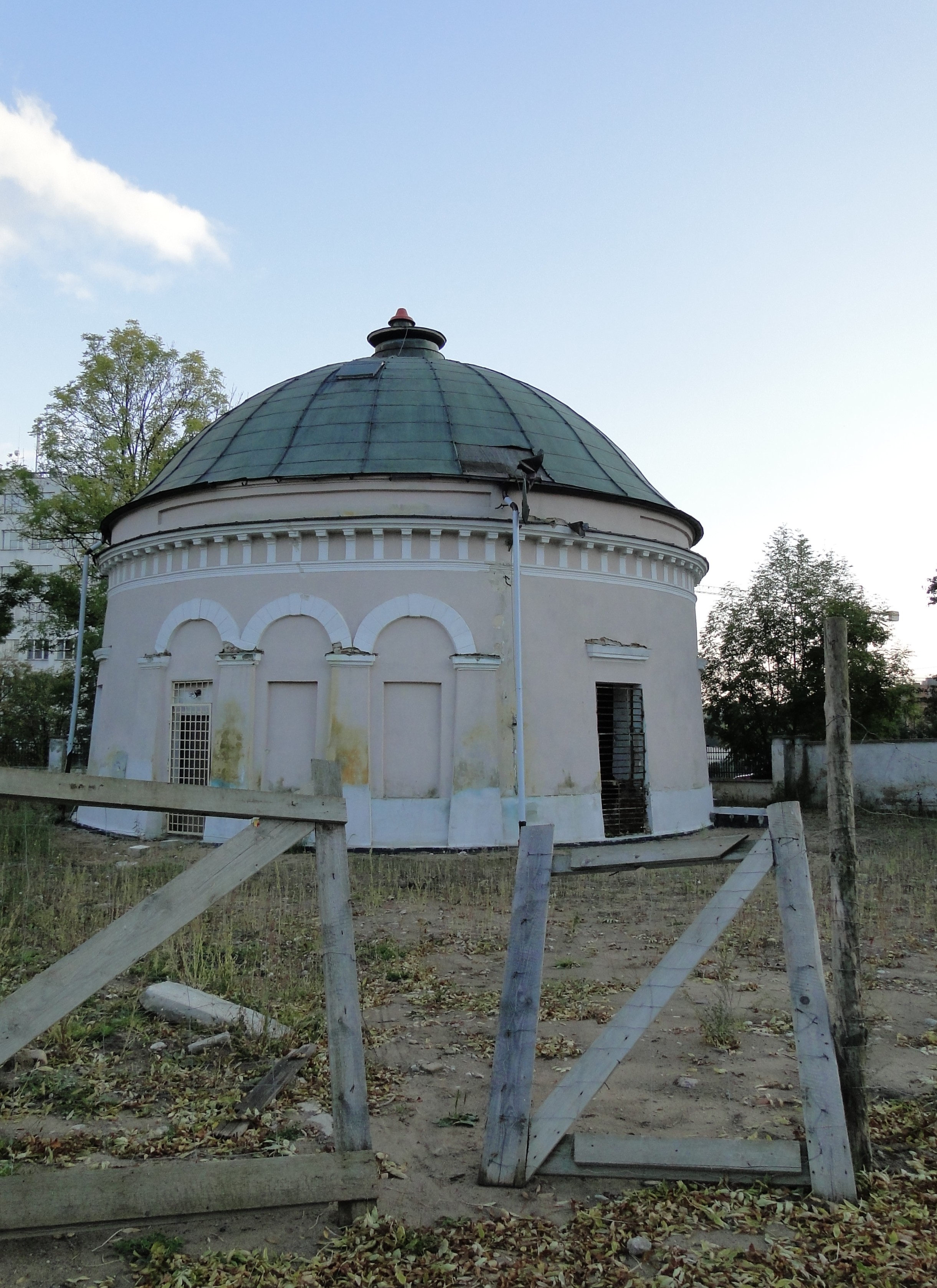
Budynek w 2014 r.
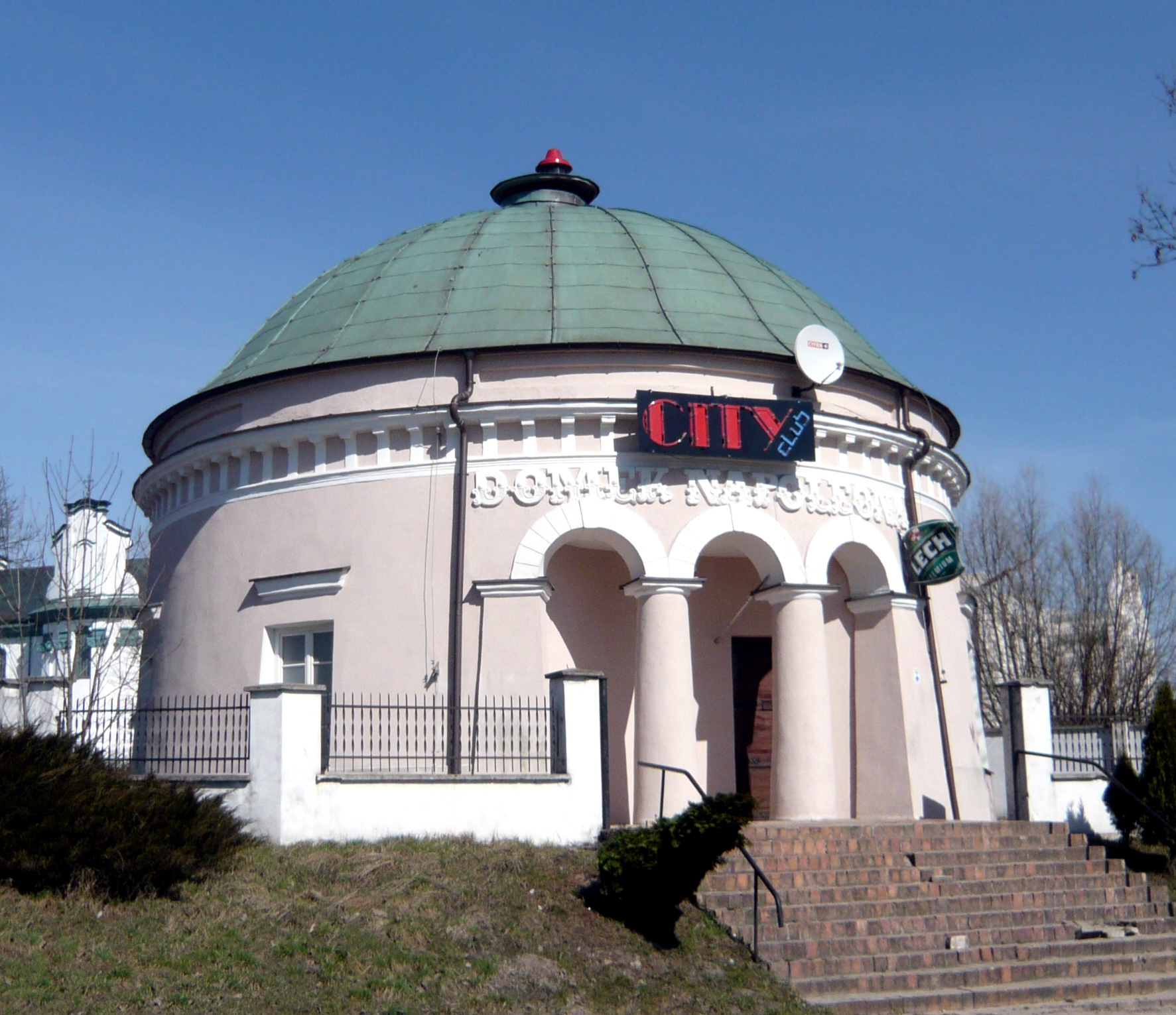
Domek Napoleona w 2009 r.